# Узбекское ханство
Узбе́кское ха́нство или Ханство Абулхайра (а также Узбе́кский улу́с и Узбекиста́н) — государство, образовавшееся в результате распада Золотой Орды на территории современных  Казахстана, Узбекистана и России в 1420-х годах, которое также называют Государством кочевых узбеков.

## Упоминание
В историографии упоминается также как Ханство Абулхаира, Орда Абулхаира, Узбекская Орда, Узбекский улус , Улус Абулхаира. В историографии советского и пост-советского периодов используется термин «Государство кочевых узбеков».
Название государства, созданного Абулхайр-ханом, в источниках оно обычно именуется по традиции «Узбекским улусом», а также «улусом Шибана», «улусом Абулхайра». Термин «улус» иногда применяется в источниках вместе с термином иль (эль) и с именем собственным: «иль ва улус-и Абулхайр-хан», или с обобщенным этнополитическим названием подвластного населения «иль ва улус-и узбек» и т. д. Применяется также последнее название и в сочетании с географическим понятием «дийар» — страна (Дийар-и узбек). В исторической литературе государство Абулхаир-хана именуется «Узбекским ханством», «Государством кочевых узбеков», «Ханством Абулхаира».
Британский историк Питер Джексон утверждает, что Абулхайр-хан был основателем Узбекского ханства.

Как утверждает видный американский историк Питер Голден: 
«В то время как Золотая Орда рухнула, появились новые конфедерации. При поддержке Ногаев Шибанид Абулхайр-хан стал доминирующей силой в западной сибирской степи к 1451 году». Далее он пишет, что государство Абулхайр-хана – лидера узбеков простиралось от рек Урала и Сырдарьи до озера Балхаш и реки Иртыш.
Некоторые казахстанские историки, в частности  А. К. Кушкумбаев и Ж. М. Сабитов,  считают, что использование в современной историографии таких терминов, как «государство кочевых узбеков», «Узбекское ханство» или «ханство кочевых узбеков» не отражают реальную картину Восточного улуса Джучи. Впервые эти термины были введены в научный оборот в 60-х годах XX века Б. А. Ахмедовым в контексте национального строительства в Советском Узбекистане, и не основаны на источниках той эпохи. Также утверждается, что Абулхайр-хан был одним из ханов Золотой Орды, продолжавшим её политическую традицию, а не основателем нового государства под названием «государство кочевых узбеков».

## География
Территория улуса Абулхайра простиралась от реки Урал на западе до озера Балхаш на востоке, от низовий Сырдарьи и Аральского моря на юге до среднего течения Тобола и Иртыша на севере.
Во время кратковременного расцвета включало территорию современного южного Казахстана вдоль реки Сырдарьи. Однако геополитически занимало пространство между Ногайской Ордой на западе и Могулистаном на востоке и государством Тимуридов на юге.

## История
В результате ослабления Золотой Орды из-за междоусобицы («Великая замятня»), от неё отделилось вассальное (со своим ханским домом в лице потомков Орда-Эджена и постоянной собственной армией) восточное крыло — улус Орда-Эджена, или Синяя Орда. Ханы Золотой Орды захватывали взбунтовавшийся улус (при Узбек-хане), что подорвало его экономику. Последним правителем объединённого государства Улус Орда-Эджена был посаженный Едигеем Барак-хан (погиб в 1428 году) — после чего ввиду общей нестабильности власти улус Орда-Эджена распался на Узбекское ханство хана Абулхайра с первоначальной столицей в Чинги-Туре (1428) и Ногайскую Орду (1440 — на землях современного западного Казахстана).
Как писал крупный специалист по истории Золотой Орды В.Трепавлов "В левом крыле в течение XV столетия образовались Узбекское и Казахское ханства и Ногайская Орда. Ни одно из этих новых государств уже не причисляло себя к общеджучидским крыльям". 
Родословная Абулхайр-хана выгядела следующим образом: Чингисхан — Джучи-хан — Шибан — Байнал Бахадур — Есу-Бука — Джучи-Бука — Бадагул — Минг Тимур-хан — Пулад-султан — Ибрахим-султан — Даулат-шейх-султан — Абулхайр-хан. Шибанидский источник «Таварих-и гузида-йи нусрат-наме» утверждает, что женою предка Абулхайр-хана Минг-Тимура была дочь Джанди-бека, который был потомком Исмаила Самани. Таким образом, в отличие от других джучидов Абулхайр-хан имел кровнородственное отношение к династии Саманидов.
Абулхайр-хан оказывал большое влияние на политическую жизнь государства Тимуридов в Мавераннахре. В 1451 году Абулхайр помог тимуриду Абу Саиду разбить другого тимурида Абдуллу и прийти к власти. В Самарканде он женился на дочери султана Мавераннахра астронома и астролога Улугбека. Дочь Улугбека Рабия Султан-бегим стала матерью его сыновей Кучкунджи-хана и Суюнчходжа-хана, которые позже управляли Мавераннахром. Умерла Рабия Султан-бегим в 1485 году, похоронена в своей гробнице в городе Туркестан. Одновременно Абулхайр-хан выдал свою дочь Хан-хаде бегим замуж за тимурида Абу Саида. Его внук от дочери и Абу Саида — тимурида Мухаммад Султан похоронен в фамильной усыпальнице Тимуридов Гур-Эмире в Самарканде. В 1460-х годах внук Мирзо Улугбека, племянник его дочери Рабии Султан бегим Мухаммад Джуки прибыл к Абулхайир-хану с просьбой об убежище, а позже просил помочь в борьбе с Абу Сеидом, который был в походе на западный Хорасан. В 1468 году к Абулхайр-хану прибыл друг Алишера Навои тимурид Султан Хусейн Байкара за помощью в борьбе за престол тимуридов в Хорасане, однако Абулхайр-хан был болен и не смог ему помочь.
Внутриполитическое положение улуса, несмотря на сорокалетнее правление Абулхайра, было непрочным. Ему пришлось вести упорную и ожесточенную борьбу со своими родственниками - потомками Джучи, претендовавшими на верховную власть в Шибанидском улусе. 
Маслюженко пишет: "После воцарения в Чимги-Туре и победы над Махмуд-Ходжой в 1431 г. Абулхайр-хан объединил под своей властью все владения Шибанидов в единый Узбекский улус в Восточном Дешт-и Кипчаке. При этом он сменил и администраторов в вилайете Чимги-Тура, где даругами, то есть ханскими наместниками, стали представители тарханов, дурманов и найманов"..
Уже в 1430 году он был вынужден выступить в поход против Шибанида Махмуд-Ходжа хана. Битва произошла на берегу Тобола и закончилась полным поражением Махмуд-Ходжа хана, он был схвачен и казнен по приказу Абулхайра. А жену Махмуд-Ходжа хана, по имени Аганак-бике, которая по красоте своей «спорила с луной», Абу-л-Хайр хан по монгольскому обычаю взял в жены. Так на берегу Тобола было покончено с притязаниями Махмуд-Ходжа хана, но явились другие претенденты Ахмад-хан, и Махмуд-хан.
Бой против Ахмад хана и Махмуд хана произошёл в местности Икри-Тупа, и они были разбиты и отступили. Победа доставила Абулхайр хану возможность овладеть Орду-Базаром, «который был столицей Дешт-и-Кыпчака». Затем за короткое время Абулхайр хан завладел «троном Саин-хана» (Бату).

 Хан направился в сторону августейшей ставки Орду-Базар, который был столицей Дашт-и Кипчака и славой султанов [всего] света, вошёл в обладание наместников двора хана, убежища мира. Здесь [прочли] хутбу [на имя Абу-л-Хайр-хана] и украсили чекан [монеты] славным именем и благородным титулом его величества хакана [Абу-л-Хайр-хана]. [И после того], как трон Саин-хана украсился присутствием влиятельного хана.— 
Однако вскоре Махмуд хану и Ахмад хану удалось вернуть свои владения. Первые победы над потомками Джучи значительно упрочили власть и расширили сферу влияния Абулхайр хана в степи. Однако степь не обрела покоя. Многие потомки Джучи, среди них Ибак-хан, Буреке султан, потомки Урус хана — Жанибек и Керей султаны и другие, не хотели повиноваться Абулхайр хану. В 1446 году против него выступил Мустафа хан. Ополчение Мустафа хана было разбито, все имущество, скот, сокровища сделались достоянием воинов Абулхайр хана.
В 1446 году хан захватил ряд городов на р. Сырдарье — Сыгнак, Аркун, Созак, Аккурган, Узгенд. Сыгнак стал столицей ханства. (до этого столицей была Тура, затем Орду-Базар).
Однако все эти победы и достижения не предотвратили жестокого поражения Абулхайр-хана в войне с ойратами.
Битва войск Абулхайра и ойратов во главе с Уч-Тэмур-тайши произошла в окрестностях Сыгнака, в 1457 году. Бой длился много часов и закончился поражением Абулхайр-хана.
Абулхайр-хан был вынужден отступить и укрыться за стенами Сыгнака. Ойраты ограбили и разрушили город Ташкент, Туркестан, Шахрух. Перед уходом Уч-Тэмур-тайши заключил мир с Абулхайр-ханом. Историк хана не сообщает ничего об условиях мира, однако, судя по данным других источников, они были унизительны для Шибанидов.
В 1460 году, в период, когда Абулхайр-хан установил жёсткий порядок в своих владениях и был ослаблен, недовольные жесткой политикой Абулхайр-хана чингизиды Жанибек и Керей со своими подданными откочевали на восток в Семиречье, в Могулистан, где создали своё государство Казахское ханство. Племена, ушедшие с ними, стали называть себя узбек-казаками («свободные узбеки», с тюркского «казак» означает свободный). Позднее упоминаемые лишь «казак» и «казактар».
Абулхайр решил покарать султанов Жанибека и Керея, которые, не желая подчиняться ему, переселились в Жетысу, в Могульское ханство. С этой целью в 1468 году он отправился в поход. В местности Аккыстау близ Алматы он умер.

## Монеты Абулхайр-хана
Известно, что Абулхайр-хан дважды в Чинги-Туре выпускал свою монету в 1429 г. и в 1431 г.
По другим данным с 1431 года Абулхайр-хан начал выпуск собственных монет.

## Культура и источники по истории улуса
История улуса Абулхайр-хана описана историком Масуд бен Османи Кухистани. Потомок известного представителя суфизма Наджм ад-дин Кубра Хусейн Хорезми написал на чагатайском тюркском языке труд, посвятив его Абулхайр хану.
Члены семьи Абулхайир-хана увлекались литературой. Абулхайир-хан, заказал перевод произведений знаменитого поэта, мистика, приверженца суфизма Джалалетдина Руми (1207—1273).

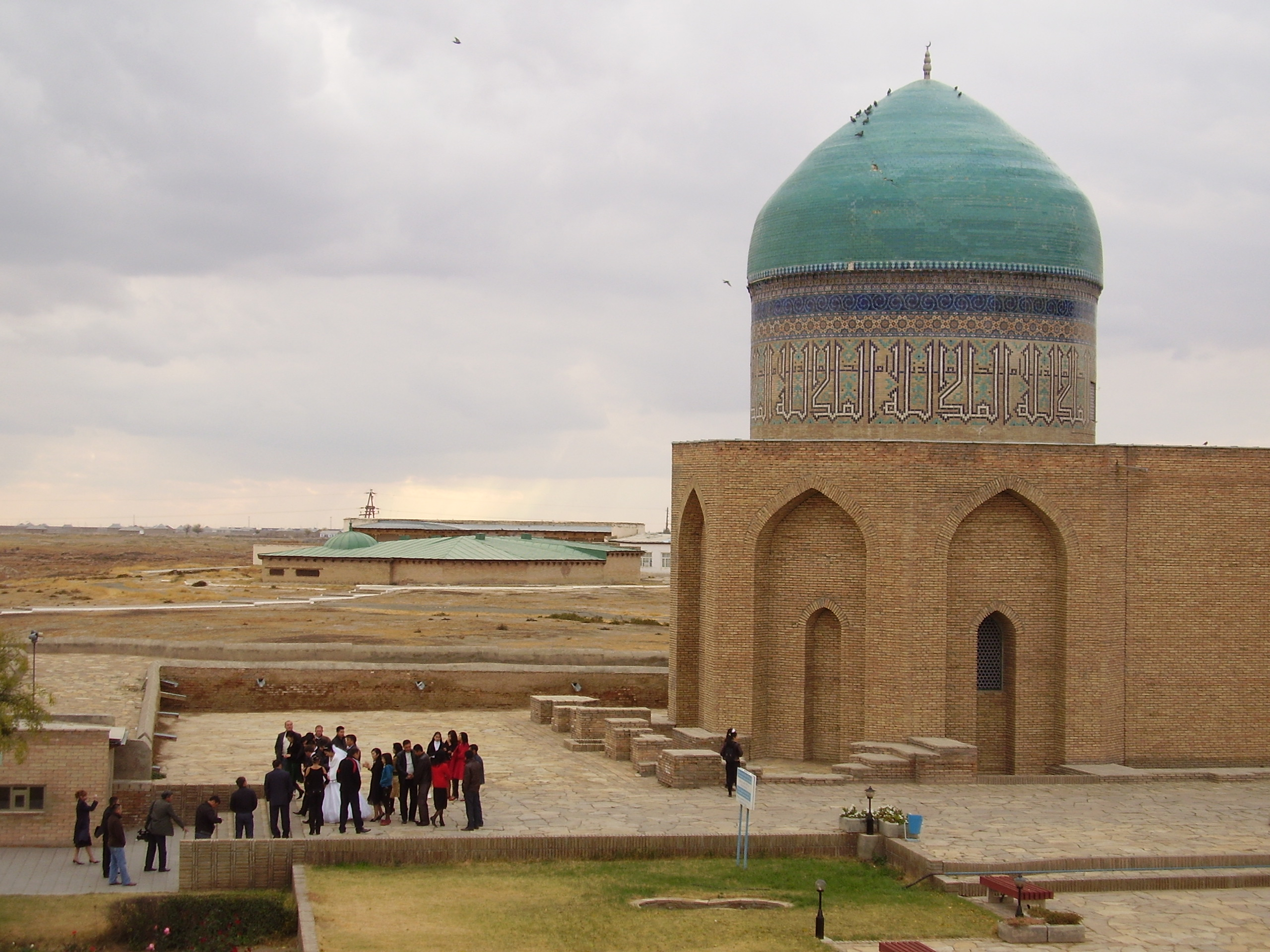
Мавзолей Рабии султан бегим- дочери Тимурида Мирзо Улугбека и жены Абулхайр-хана, Туркестан

## Ситуация после смерти Абулхайр-хана
После смерти Абулхайр-хана как писал историк XVI века Мирза Хайдар Дуглат, Узбекское государство оказалось в междоусобице.
Основными причинами распада были распри, усобицы за раздел территории, сопротивление эксплуатации рядовых кочевников, выражавшееся в откочевках массы людей на другие территории.
После смерти Абулхайр-хана и последовавшего за ней распада Шибанидского улуса Ногайская Орда уже проводила самостоятельную политику и значительно расширила свои владения за счет Сибирского (Тюменского) ханства.
По данным доктора исторических наук Т.Султанова, около 1470—1471 г. — Жанибек и Керей и их приверженцы вернулись в Шибанидский улус и захватили там верховную власть.
Последовавший после смерти Абу-л-Хайр-хана политический кризис в Шибанидском улусе особенно обострился: начались обычные при таких условиях распри претендентов на ханский престол. Власть унаследовал его сын от жены из племени кунграт — Шайх-Хайдар-хан. Жанибек и Керей вернулись в Центральный Казахстан и в союзе с другими султанами начали войну за власть против сыновей Абу-л-Хайра. Шайх-Хайдар хан потерпел поражение и погиб.
Сыновья и внуки Абу-л-Хайра, во главе с внуком Шейбани ханом, с частью племен восточного Дешт-и Кипчака, изгоняются и уходят сначала в Астрахань, позже в начале XVI века вторгаются в Среднюю Азию на территорию Мавераннахра, подчиняют местный оседлый народ, изгоняют Тимуридов и приносят туда политическое название «узбек». Сыновья Жанибека и Керея, захватив власть в Шибанидском улусе, передают оставшимся племенам своё политическое название Казахское ханство и этноним «казактар». Позже, при распаде улуса Чагатая, и расширении Казахского ханства на востоке вместе с западными территориями улуса Чагатая в состав казахов войдут тюрко-монгольские племена улуса Чагатая (Дуглат, Сукан, Исут, Катаган, Куралас, Сергелен (Сергели), Албан, Ушунь и т. д.).
С захватом ханами Казахского ханства Шибанидского улуса и смерти Абу-л-Хайра власть Шибанидов на территории Восточного Дешт-и-Кыпчака прекратилась, к власти пришли урусиды, сначала Бурундук, сын хана Керея (правил 1480—1511), а потом Касым-хан (правил 1511—1521), сын Жанибек-хана. Часть кочевых племён в совокупности именуемых узбеками (групп из племен кипчаков, карлуков, уйгуров, кунгратов и др.) ушли в начале XVI в. в Мавераннахр. Оставшаяся часть племен отошла под власть ветви чингизидов казахских ханов.
Историческое значение властвования Абу-л-Хайра (1428—1468), по словам В. В. Бартольда, определяется тем, что он был «основателем могущества» кочевых узбеков Дешт-и-Кыпчака и именно при его царствовании среди населения Шибанидского улуса произошёл тот раскол, в результате которого собственно обитатели степей, с тех пор названные казахами, отделились от остальной части народа.
Часть территории Шибанидского улуса была занята Ногайской Ордой, которая во второй половине XV века представляла собой конфедерацию и в начале XVI века уже была политическим образованием с администрацией, войском и территорией.

## Политический строй
Во главе улуса стоял хан, которому подчинялись главы родов и племен. В состав политической элиты входили: духовенство, включая потомков пророка, чиновники: аталык, кукельташ, инак, казии, ишик-ага-баши, накиб, ясавул, мубашшир, наиб и др. При принятии решении хан созывал курултай. В государстве функционировали диваны-министерства, в которых служители были из таких родов как: кушчи, уйгур. В области наместниками назначались даруги. Сбор налогов осуществляли таваджи и джарчи. При Шейбани-хане наблюдались сохранение основных элементов этой системы.

## Население
Этнический состав населения Шибанидского улуса был в основном идентичен населению другого осколка Улуса Орда-Эджена — Ногайской Орды. Население состояло из родственных племен — канглы, коныраты, кыпчаки, мангыты, уйсуны, аргыны и карлуки и др. Кроме них, источники называют племена и роды буркутов, утарчи, чимбасов, кенегасов, дурманов, карлаутов, таймасов, шадбаклы, маджаров и др. Многие из этих племён ныне известны в составе казахских Среднего и Младшего жузов. Другая часть племен на рубеже XV—XVI веков ушла в Среднюю Азию и унесла туда политическое название «узбек», позднее трансформировавшееся в этноним. Основным занятием их было кочевое скотоводство. Племена эти были очень близки между собой по уровню экономического и культурного развития.
В 1509 году произошло важное событие в истории Средней Азии, которое окончательно разделило казахов и узбеков как отдельные этнические и политические общности. Этот процесс был частью более широких изменений, начавшихся еще в XV веке, когда казахские ханы Жанибек и Керей откололись от Шибанидского улуса Абулхайр-хана, основав Казахское ханство.
Арабский путешественник ибн Баттута жителей Кипчакской степи также называет «узбеками Кыпчакской степи», а язык их Валиди называет узбекско-кипчакским.

## Значение
Абулхайр-хан сумел консолидировать племена восточного Дешт-и-Кипчака, но его потомкам не удалось справиться с задачей сохранения династического правления и единства государства, его внук Шейбани-хан, возглавив часть племен, ушёл в Мавераннахр и образовал там Бухарское ханство.

## Потомки Абулхайр-хана
- Йадгар — хан из альтернативной ветви Шибанидов (1468—1469)[42]
- Шайх-Хайдар, сын Абулхайра — второй хан «Узбекского ханства»(1469—1471)[42]
- Куш-Хайдар, сын Абулхайра — хан «Узбекского ханства» (1469)
- Мухаммед Шейбани, сын Шах-Будага, внук Абулхайра — хан «государства Шейбанидов» (1469—1480)
- Кучкунджи-хан (1452—1530) — хан «государства Шейбанидов», сын Абулхайра.
- Суюнчходжа-хан (1454—1524) — хан, впоследствии удельный правитель Ташкентского владения «государства Шейбанидов», сын Абулхайра.